# Leonard Carpenter
Leonard Griswold Carpenter (ur. 28 lipca 1902 w Minneapolis, zm. 15 maja 1994 tamże) – amerykański wioślarz, złoty medalista olimpijski.
Wystąpił na igrzyskach olimpijskich w Paryżu w 1924, gdzie reprezentanci Stanów Zjednoczonych w składzie: Leonard Carpenter, Howard Kingsbury, Alfred Lindley, John Miller, James Rockefeller, Frederick Sheffield, Benjamin Spock, Alfred Wilson i Laurence Stoddard (sternik) zdobyli złoty medal w ósemkach. W finale o ponad 15 sekund wyprzedzili drugich na mecie Kanadyjczyków. Był to jego jedyny start olimpijski.
Poza sportem pracował w przemyśle drzewnym.